# 东吴证券
东吴证券股份有限公司（上交所：601555），简称东吴证券，前身是1993年8月3日于江苏省苏州市成立的苏州证券公司。1997年苏州证券增资扩股，变更为苏州证券有限责任公司。2002年，苏州证券更名东吴证券有限责任公司。2008年，改制为东吴证券股份有限公司。2011年12月12日，东吴证券在上海证券交易所上市。
在证监会公布的2016年证券公司分类结果中，东吴证券被评为A级。2021年7月24日，中国证券监督管理委员会发布《2021年证券公司分类结果》，其中东吴证券被评为A级，与2020年持平。